# Gran Premi d'Itàlia del 1952
Resultats del Gran Premi d'Itàlia de Fórmula 1 de la temporada 1952 disputat al circuit de Monza el 7 de setembre de 1952.

## Resultats
| Pos | No | Pilot                 | Equip                     | Voltes | Temps/ Retirada      | Pos. de sortida | Punts |
| --- | -- | --------------------- | ------------------------- | ------ | -------------------- | --------------- | ----- |
| 1   | 12 | Alberto Ascari        | Ferrari                   | 80     | 2h 50' 45. 6         | 1               | 8.5   |
| 2   | 26 | José Froilán González | Maserati                  | 80     | + 1' 01.8 min.       | 5               | 6.5   |
| 3   | 16 | Luigi Villoresi       | Ferrari                   | 80     | + 2' 04.2 min.       | 2               | 4     |
| 4   | 10 | Nino Farina           | Ferrari                   | 80     | + 2' 11.4 min.       | 3               | 3     |
| 5   | 22 | Felice Bonetto        | Maserati                  | 79     | + 1 Volta            | 13              | 2     |
| 6   | 8  | Andre Simon           | Ferrari                   | 79     | + 1 Volta            | 8               |       |
| 7   | 14 | Piero Taruffi         | Ferrari                   | 77     | + 3 Voltes           | 6               |       |
| 8   | 48 | Chico Landi           | Maserati                  | 76     | + 4 Voltes           | 18              |       |
| 9   | 40 | Ken Wharton           | Cooper - Bristol          | 76     | + 4 Voltes           | 15              |       |
| 10  | 62 | Louis Rosier          | Ferrari                   | 75     | + 5 Voltes           | 17              |       |
| 11  | 50 | Eitel Cantoni         | Maserati                  | 75     | + 5 Voltes           | 23              |       |
| 12  | 30 | Dennis Poore          | Connaught - Lea-Francis   | 74     | + 6 Voltes           | 19              |       |
| 13  | 36 | Eric Brandon          | Cooper - Bristol          | 73     | + 7 Voltes           | 20              |       |
| 14  | 2  | Robert Manzon         | Gordini                   | 71     | + 9 Voltes           | 7               |       |
| 15  | 38 | Alan Brown            | Cooper - Bristol          | 68     | + 12 Voltes          | 12              |       |
| Ret | 32 | Stirling Moss         | Connaught - Lea-Francis   | 60     | Suspensions          | 1               |       |
| Ret | 46 | Gino Bianco           | Maserati                  | 46     | Motor                | 25              |       |
| Ret | 6  | Jean Behra            | Gordini                   | 42     | Motor                | 11              |       |
| Ret | 42 | Mike Hawthorn         | Cooper - Bristol          | 38     | Retirat              | 12              |       |
| Ret | 24 | Franco Rol            | Maserati                  | 24     | Motor                | 16              |       |
| Ret | 4  | Maurice Trintignant   | Gordini                   | 5      | Motor                | 4               |       |
| Ret | 28 | Kenneth McAlpine      | Connaught - Lea-Francis   | 4      | Suspensions          | 2               |       |
| Ret | 18 | Rudi Fischer          | Ferrari                   | 3      | Motor                | 16              |       |
| Ret | 34 | Elie Bayol            | OSCA                      | 0      | Caixa canvi          | 10              |       |
| NVQ | 70 | Charles de Tornaco    | Ferrari                   |        | No es va classificar | -               |       |
| NVQ | 58 | Alberto Crespo        | Maserati                  |        | No es va classificar | -               |       |
| NVQ | 60 | Toulo de Graffenried  | Maserati                  |        | No es va classificar | -               |       |
| NVQ | 54 | Peter Collins         | HWM - Alta                |        | No es va qualificar  | -               |       |
| NVQ | 68 | Peter Whitehead       | Ferrari                   |        | No es va classificar | -               |       |
| NVQ | 56 | Tony Gaze             | HWM - Alta                |        | No es va classificar | -               |       |
| NVQ | 64 | Bill Aston            | Aston Butterworth         |        | No es va classificar | -               |       |
| NVQ | 52 | Lance Macklin         | HWM - Alta                |        | No es va classificar | -               |       |
| NVQ | 20 | Hans Von Stuck        | Ferrari                   |        | No es va classificar | -               |       |
| NVQ | 44 | Piero Dusio           | Cisitalia - BPM           |        | No es va classificar | -               |       |
| NVQ | 66 | Johnny Claes          | Simca - Gordini - Gordini |        | No es va classificar | -               |       |

## Altres
- Pole: Alberto Ascari 2' 05. 7

- Volta ràpida: Alberto Ascari (volta 56) i José Froilán González (volta 57) 2' 06. 1. Com van fer el mateix temps de volta ràpida es van repartir el punt que es donava al pilot que l'aconseguia.